# ときめきメモリアルシリーズ
ときめきメモリアルシリーズは、コナミ（2006年3月31日以降は持株会社化によりコナミデジタルエンタテインメント）の恋愛シミュレーションゲーム、及びその関連作品のシリーズである。2001年時点でゲームシリーズ累計300万本を記録する。
シリーズ第1作の『ときめきメモリアル』、あるいはシリーズ全体に対して「ときメモ」「ときめき」の略称で呼ばれている。また、本作の愛好者を特に「ときメモラー」と称している。

## 作品概要
詳細は各作品の項目を参照。なお、本項では作品群について下記の通り表記する。
- 『ときめきメモリアル』『ときめきメモリアル2』『ときめきメモリアル3』『ときめきメモリアル4』、及びその関連作品の総称 - 『ときめきメモリアル』シリーズ（男性向け作品、ナンバリングタイトル）
- 『ときめきメモリアルGirl's Side』『ときめきメモリアル Girl's Side 2nd Kiss』『ときめきメモリアル Girl's Side 3rd Story』、及びその関連作品の総称 - 『ときめきメモリアルGirl's Side』シリーズ（女性向け作品、単独で『Girl's Side』シリーズと呼ばれることも多い）

シリーズの作品を表すロゴはほぼ全作を通して共通のもの（「ときめき」部分が水色、「メモリアル」部分がピンク）が使用されている。『Girl's Side』シリーズ作品のロゴは当初は男性向け作品と同様のものを使用していたがDS版『1st』発売以降はオリジナルのものが使用されるようになった。

### 『ときめきメモリアル』シリーズ
- 『ときめきメモリアル』 - 本項では『1』『ときメモ1』『ときメモ』と略す。
  - 『ときめきメモリアル対戦ぱずるだま』
  - 『ときめきメモリアルプライベートコレクション』
  - 『ときめきメモリアル Selection藤崎詩織』
  - 『ときめきメモリアルドラマシリーズ』
  - 『ときめきの放課後 ねっ☆クイズしよ』
- 『ときめきメモリアル2』 - 本項では『2』『ときメモ2』と略す。
  - 『ときめきメモリアル2 Substories』
  - 『ときめきメモリアル2対戦ぱずるだま』
  - 『ときめきメモリアル2 ミュージックビデオクリップ ～サーカスで逢いましょう～』
- 『ときめきメモリアル3』 - 本項では『3』『ときメモ3』と略す。
- 『ときめきメモリアル4』 - 本項では『4』『ときメモ4』と略す。

### 『ときめきメモリアル Girl's Side』シリーズ
- 『ときめきメモリアル Girl's Side』 - 本項では『GS』『GS1st』と略す。
  - 『ときめきメモリアル Girl's Sideぱずるだま』
- 『ときめきメモリアル Girl's Side 2nd Kiss』 - 本項では『GS2nd』と略す。
- 『ときめきメモリアル Girl's Side 3rd Story』 - 本項では『GS3rd』と略す。
- 『ときめきメモリアル Girl's Side 4th Heart』 - 本項では『GS4th』と略す。

### 『ときめきメモリアルONLINE』
- 『ときめきメモリアルONLINE』 - 本項では『ONLINE』と略す。
  - 『ときめきメモリアル  Only Love』

## 世界観
本シリーズの舞台設定は、全て地理的につながっているものとされている。
コナミによる公式設定によると、『1』と『4』の舞台・きらめき市の東側に隣接する形で『2』の舞台・ひびきの市が立地している。両市をまたがるように、伊集院家（登場人物一覧参照）の広大な私有地が横切っている。
一方『GS』シリーズの舞台・はばたき市と、きらめき・ひびきのの両市とは隣接してはいないものの、『GS』シリーズにきらめき高校に通学する人物が登場することから、地理的なつながりがあることが見て取れる。
『3』は、他のいかなるシリーズ作品とも世界観のつながりを持たない設定となっていたが、後作の『4』で運動部の全国大会の準決勝の対戦校として、もえぎの高校が登場したため設定に矛盾が生じた。
『ONLINE』では、一般的なMMORPGで「ワールド」などと称される仮想世界の単位として「学校」が存在し、その学校が並列構造で複数存在するという設計となっていた。しかし、それぞれの学校を相互に行き来することは出来なかった。
また、アニメ版『Only Love』の最終回で主人公はきらめき高校に転校する。
『4』では、『1』と『2』から15年が経過したきらめき市が舞台となったが、運動部の試合の対戦校として『3』のもえぎの高校、『GS1st』『GS3rd』のはばたき学園、『ONLINE』の「学校」が登場し、全シリーズは世界観で繋がりがあることとなった。
| 作品 | 地域名     | 学校名                 | 主人公の在学時期     |
| ---- | ---------- | ---------------------- | -------------------- |
| 1    | きらめき市 | 私立きらめき高校       | 1994年4月〜1997年3月 |
| 2    | ひびきの市 | 私立ひびきの高校       | 1999年4月〜2002年3月 |
| 3    | もえぎの市 | 私立もえぎの高校       | 2002年4月〜2005年3月 |
| 4    | きらめき市 | 私立きらめき高校       | 2009年4月〜2012年3月 |
| GS1  | はばたき市 | 私立はばたき学園高等部 | 2002年4月〜2005年3月 |
| GS2  | はばたき市 | 私立羽ヶ崎学園         | 2006年4月〜2009年3月 |
| GS3  | はばたき市 | 私立はばたき学園高等部 | 2009年4月〜2012年3月 |
| GS4  | はばたき市 | 私立はばたき学園高等部 | 不明                 |

## 登場人物一覧
- 『1』 - ときめきメモリアルの登場人物を参照。
- 『2』 - ときめきメモリアル2の登場人物を参照。
- 『3』 - ときめきメモリアル3 〜約束のあの場所で〜を参照。
- 『4』 - ときめきメモリアル4を参照。
- 『GS1st』 - ときめきメモリアル Girl's Sideを参照。
- 『GS2nd』 -  ときめきメモリアル Girl's Side 2nd Kissを参照。
- 『GS3rd』 -  ときめきメモリアル Girl's Side 3rd Storyを参照。
- 『GS4rd』 -  ときめきメモリアル Girl's Side 4th Heartを参照。
- 『ときめきメモリアルONLINE』 - ときめきメモリアルONLINEの登場人物を参照。

## 関連ラジオ番組
詳細は各項目を参照のこと。
- もっと!ときめきメモリアル（1995年 - 1996年、文化放送系列）
  - 決め台詞：「あなたのハートにときめきLOVE!」
- CLUBときめきメモリアル（1997年 - 1998年、文化放送系列）
  - 決め台詞：「ときめくハートをCATCH UP!」

※メインパーソナリティは、後に『ドラマシリーズ』で「秋穂みのり」役を務める丹下桜が担当していた。
- 神田朱未のときめきのかけら（2002年 AM KOBE）
- もっと!モット!ときめきメモリアル（2002年 - 2003年、文化放送系列）
  - 決め台詞：「あなたと萌え萌え ときめきLOVE!」

※メインパーソナリティは、『3』のメインヒロイン「牧原優紀子」役を務めている神田朱未が担当していた。
- ときめきメモリアルONLINE♪放送部（2006年、インターネットラジオポータルサイトi-revo）

※メインパーソナリティは、本作の恋愛候補生・桜井晴を演じる中尾良平と、天宮小百合を演じる牧島有希。
- ときめきメモリアル Girl's Station （2008年 - 2009年 、インターネットラジオステーション 音泉）

※メインパーソナリティは、『GS1st』の王子「葉月珪」役の緑川光と、『GS2』の王子「佐伯瑛」役の森田成一が担当。
- あなたと！　ときめきメモリアル（2010年1月21日 - 7月22日、インターネットラジオステーション 音泉）

※メインパーソナリティは、『4』のメインヒロイン「星川真希」役の大亀あすかと、皐月優役の滝田樹里が担当。

## ファンクラブ
本シリーズには2006年までコナミの公式ファンクラブ「TOKIMEKI CLUB」（ときめきクラブ）が存在した。
当初は1996年にバーチャルアイドルとしての藤崎詩織（『1』の登場人物）のファンクラブ「Shiori Mate」（シオリメイト）として発足したが、内容としては実質的に『ときめきメモリアル』シリーズのファンクラブであった。このため、『Girl's Side』発売を控えた2002年に、名実ともにシリーズのファンクラブとしての位置づけに改め「TOKIMEKI CLUB」とした。
隔月に発行される会報や、東京ゲームショウなどの大型イベントでコナミが出店する「こなみるく」での会員限定グッズ販売も、改称前は詩織オンリーであったが、改称後は『ときめきメモリアル』『ときめきメモリアル Girl's Side』シリーズ全キャラクターを対象にしている。
しかし、2006年に「インターネットを中心とするスタイルにリニューアルを図る」との元に会員募集を打ち切り、結局同年内限りでの終了となった。